# Assem Akram
Assem Akram, född 1965, är en afghansk historiker och författare från Kabul i Afghanistan.